# Náklo (berg)
Náklo är ett berg i Tjeckien.   Det ligger i regionen Södra Mähren, i den sydöstra delen av landet, 240 km sydost om huvudstaden Prag. Toppen på Náklo är 259 meter över havet.
Terrängen runt Náklo är huvudsakligen platt.Runt Náklo är det tätbefolkat, med 383 invånare per kvadratkilometer. Närmaste större samhälle är Hodonín, 9,9 km söder om Náklo. Runt Náklo är det i huvudsak tätbebyggt.